# يطروفة أورانجية
يطروفة أورانجية (الاسم العلمي:Jatropha orangeana) هي نوع من النباتات تتبع جنس اليطروفة من الفصيلة الفربيونية.